# Cytaeis capitata
Cytaeis capitata is een hydroïdpoliep uit de familie Cytaeididae. De poliep komt uit het geslacht Cytaeis. Cytaeis capitata werd in 2004 voor het eerst wetenschappelijk beschreven door Puce, Arillo, Cerrano, Romagnoli & Bavestrello. 